# Taskriout
Taskriout (em árabe: تاسقريوت) é uma comuna localizada na província de Bugia, no norte da Argélia. Segundo o censo de 2008, a população total da cidade era de 16 653 habitantes.